# Deutsche Barista Championship
Auf der Deutschen Barista Championship (DBC) messen sich die besten Bariste und Baristi Deutschlands in der Zubereitung von Espresso-Getränken.
Die Herausforderung der Teilnehmer besteht darin, innerhalb von 15 Minuten jeweils vier Espressi, vier Cappuccini und vier sogenannte Signature Drinks (Eigenkreationen) zuzubereiten. Diese werden von vier Geschmacksjuroren, zwei Technikjuroren und einem Hauptschiedsrichter nach Geschmack, Aussehen, Technik und dem Gesamteindruck bewertet. Der Sieger der Deutschen Barista Championship ist zur Teilnahme an der World Barista Championship (WBC) berechtigt. 
Amtierender Deutscher Barista-Meister
- 2024 Felix Hohlmann

Ehemalige Meister seit der 1. Deutschen Barista-Meisterschaft 2001 sind:
- 2023 Ella Simon
- 2022 Aylin Aslan
- 2021 Jana Elliker
- 2020 Aylin Ölcer
- 2019 Wojtek Bialczak
- 2018 Nicole Battefeld
- 2017 --- Keine Baristameisterschaft ---
- 2016 Chloe Nattrass
- 2015 Erna Tosberg
- 2014 Gregor Dattner
- 2013 Erna Tosberg
- 2012 Thomas Schweiger
- 2011 Wolfram Sorg
- 2010 Thomas Schweiger
- 2009 Nana Holthaus-Vehse
- 2008 Thomas Schiessl
- 2007 Matthias Lincke
- 2006 Eric Wolf
- 2005 Katharina Kriete
- 2004 Kathrin Embach
- 2003 Justin Thomas
- 2002 Nora Smahelova
- 2001 Sven Engelmann